# (5821) Yukiomaeda
(5821) Yukiomaeda – planetoida z grupy pasa głównego asteroid okrążająca Słońce w ciągu 3 lat i 303 dni w średniej odległości 2,45 j.a. Została odkryta 4 listopada 1989 roku w obserwatorium Nihondaira. Początkowo odkrycie przypisane astronomom Watariemu Kakei, Minoru Kizawie i Takeshiemu Uracie, później uznane za odkrycie zespołowe zespołu Stacji Oohira Obserwatorium Nihondaira.
Nazwa planetoidy pochodzi od Yukio Maedy (ur. 1948), astronoma oraz inżyniera w Instytucie Przestrzeni Kosmicznej i Astronautyki. Nazwa została zaproponowana przez Y. Matogawę i R. Hasuo. Przed nadaniem nazwy planetoida nosiła oznaczenie tymczasowe (5821) 1989 VV.